# Куп Милан Цига Васојевић 2014.
Куп Милан Цига Васојевић је 2014. одржан по осми пут као национални кошаркашки куп Србије. Домаћин завршног турнира био је Лазаревац у периоду од 19. до 23. марта 2014, а сви мечеви су одиграни у сали спортског рекреативног центра Колубара.

## Учесници
На завршном турниру учествује укупно 8 клубова, а право учешћа клуб може стећи по једном од два основа:
- Као једна од седам најбоље пласираних екипа на крају првог дела такмичења у Првој лиги Србије 2013/14.
  - По овом основу пласман су обезбедили Радивој Кораћ, Партизан, Црвена звезда, Врбас, Вршац,  Србобран, и Шумадија

- Као освајач Купа КСС (1 екипа)
  - По овом основу пласман је обезбедио Тајм аут Ариље.

## Дворана
| Лазаревац        | ЛазаревацКуп Милан Цига Васојевић 2014. на карти Србије |
| СРЦ Колубара     | ЛазаревацКуп Милан Цига Васојевић 2014. на карти Србије |
| Капацитет: 1.500 | ЛазаревацКуп Милан Цига Васојевић 2014. на карти Србије |
|                  | ЛазаревацКуп Милан Цига Васојевић 2014. на карти Србије |

## Четвртфинале
Жреб парова четвртине финала Купа Милан Цига Васојевић 2013. обављен је 12. марта 2014. у просторијама куће кошарке.
| 19. 3. 2014. 17:00 |                                                           | Партизан | 90 : 70                                     | Србобран | СРЦ Колубара, Лазаревац Гледаоци: 300 Судије: Синиша Прпа, Богдан Васиљевић, Јована Стековић |  |
| 19. 3. 2014. 17:00 | Четвртине: 25-25, 30-13, 23-19, 12-13                     |          |                                             |          | СРЦ Колубара, Лазаревац Гледаоци: 300 Судије: Синиша Прпа, Богдан Васиљевић, Јована Стековић |  |
| 19. 3. 2014. 17:00 | Поени: Мршић 20 Скокови: Матовић 6 Асистенције: Вучетић 5 |          | Ковачевић 16 Бошковић 9 Бошковић, Крњетин 6 |          | СРЦ Колубара, Лазаревац Гледаоци: 300 Судије: Синиша Прпа, Богдан Васиљевић, Јована Стековић |  |

| 19. 3. 2014. 19:30 |                                                                                 | Врбас | 83 : 76                                   | Вршац | СРЦ Колубара, Лазаревац Гледаоци: 200 Судије: Милан Исаков, Владимир Васић, Мирослав Јовицин |  |
| 19. 3. 2014. 19:30 | Четвртине: 18-19, 18-25, 25-18, 22-14                                           |       |                                           |       | СРЦ Колубара, Лазаревац Гледаоци: 200 Судије: Милан Исаков, Владимир Васић, Мирослав Јовицин |  |
| 19. 3. 2014. 19:30 | Поени: Јововић 22 Скокови: Јововић, Демировић 9 Асистенције: Рајић, Демировић 4 |       | Станковић 23 Станковић 8 Никшић, Јакшић 4 |       | СРЦ Колубара, Лазаревац Гледаоци: 200 Судије: Милан Исаков, Владимир Васић, Мирослав Јовицин |  |

| 20. 3. 2014. 17:00 |                                                             | Радивој Кораћ | 75 : 44                        | Шумадија | СРЦ Колубара, Лазаревац Гледаоци: 450 Судије: Драган Матић, Јован Ковачевић, Тијана Мрђа |  |
| 20. 3. 2014. 17:00 | Четвртине: 15-9, 14-16, 27-4, 19-15                         |               |                                |          | СРЦ Колубара, Лазаревац Гледаоци: 450 Судије: Драган Матић, Јован Ковачевић, Тијана Мрђа |  |
| 20. 3. 2014. 17:00 | Поени: Капор 20 Скокови: Максимовић 8 Асистенције: Мандић 5 |               | Ћулафић 16 Ћулафић 6 Ћулафић 3 |          | СРЦ Колубара, Лазаревац Гледаоци: 450 Судије: Драган Матић, Јован Ковачевић, Тијана Мрђа |  |

| 20. 3. 2014. 19:30 |                                                                    | Црвена звезда | 101 : 29                                           | Тајм аут Ариље | СРЦ Колубара, Лазаревац Гледаоци: 400 Судије: Александар Милојевић, Иван Илић, Александра Тасић |  |
| 20. 3. 2014. 19:30 | Четвртине: 23-8, 25-9, 26-8, 27-4                                  |               |                                                    |                | СРЦ Колубара, Лазаревац Гледаоци: 400 Судије: Александар Милојевић, Иван Илић, Александра Тасић |  |
| 20. 3. 2014. 19:30 | Поени: Јовановић 25 Скокови: Црвендакић 11 Асистенције: Станачев 6 |               | Костић 11 Теофиловић 7 Костић, Ђукић, Теофиловић 1 |                | СРЦ Колубара, Лазаревац Гледаоци: 400 Судије: Александар Милојевић, Иван Илић, Александра Тасић |  |

## Полуфинале
| 21. 3. 2014. 17:00 |                                                            | Партизан | 81 : 75                    | Врбас | СРЦ Колубара, Лазаревац Гледаоци: 300 Судије: Душко Седлар, Маја Вукановић, Јелена Смиљанић |  |
| 21. 3. 2014. 17:00 | Четвртине: 19-22, 21-20, 25-19, 16-14                      |          |                            |       | СРЦ Колубара, Лазаревац Гледаоци: 300 Судије: Душко Седлар, Маја Вукановић, Јелена Смиљанић |  |
| 21. 3. 2014. 17:00 | Поени: Матовић 26 Скокови: Пашић 10 Асистенције: Поповић 8 |          | Рајић 21 Рајић 12 Вукоје 4 |       | СРЦ Колубара, Лазаревац Гледаоци: 300 Судије: Душко Седлар, Маја Вукановић, Јелена Смиљанић |  |

| 21. 3. 2014. 19:30 |                                                                 | Радивој Кораћ | 68 : 64                              | Црвена звезда | СРЦ Колубара, Лазаревац Гледаоци: 500 Судије: Предраг Миловановић, Владимир Весковић, Ивана Ивановић |  |
| 21. 3. 2014. 19:30 | Четвртине: 13-9, 23-18, 11-20, 21-17                            |               |                                      |               | СРЦ Колубара, Лазаревац Гледаоци: 500 Судије: Предраг Миловановић, Владимир Весковић, Ивана Ивановић |  |
| 21. 3. 2014. 19:30 | Поени: Максимовић 16 Скокови: Антић 10 Асистенције: Топузовић 3 |               | Јовановић 17 Јовановић 17 Станачев 7 |               | СРЦ Колубара, Лазаревац Гледаоци: 500 Судије: Предраг Миловановић, Владимир Весковић, Ивана Ивановић |  |

## Финале
| 23. 3. 2014. 17:00 |                                                             | Партизан | 64 : 90                    | Радивој Кораћ | СРЦ Колубара, Лазаревац Гледаоци: 500 Судије: Јасмина Јурас, Иван Стефановић, Наташа Виријевић |  |
| 23. 3. 2014. 17:00 | Четвртине: 23-17, 11-28, 15-23, 15-22                       |          |                            |               | СРЦ Колубара, Лазаревац Гледаоци: 500 Судије: Јасмина Јурас, Иван Стефановић, Наташа Виријевић |  |
| 23. 3. 2014. 17:00 | Поени: Вучетић 22 Скокови: Матовић 6 Асистенције: Поповић 6 |          | Мандић 15 Милић 7 Мандић 7 |               | СРЦ Колубара, Лазаревац Гледаоци: 500 Судије: Јасмина Јурас, Иван Стефановић, Наташа Виријевић |  |

| Освајач Купа Милан Цига Васојевић 2014. |
| --------------------------------------- |
| ЖКК Радивој Кораћ 1. титула.            |